# Gomesa reichertii
Gomesa reichertii är en orkidéart som först beskrevs av Lou Christian Menezes och Vitorino Paiva Castro, och fick sitt nu gällande namn av Mark W. Chase och N.H.William. Gomesa reichertii ingår i släktet Gomesa och familjen orkidéer. Inga underarter finns listade i Catalogue of Life.